# Marco d’Oggiono

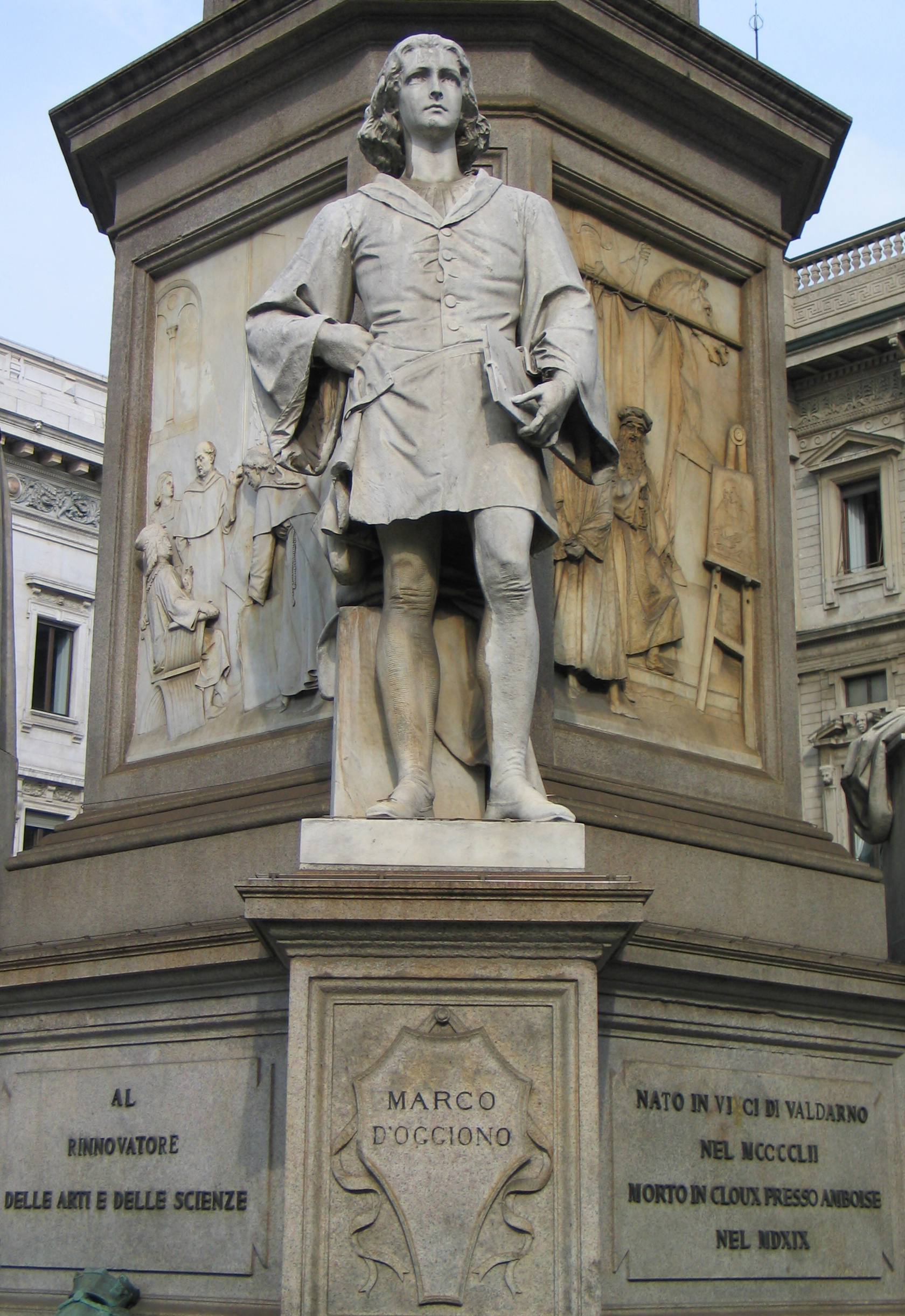
Statue des Marco d’Oggiono auf der Piazza della Scala in Mailand

Marco d’Oggiono (* um 1475 in Oggiono bei Mailand; † um 1530 in Mailand) war ein italienischer Maler, Freskant und Zeichner.

## Leben
Die Herkunft von Marco d’Oggiono liegt weitgehend im Dunkeln. Gegen 1490 / 1491 ist er als Mitarbeiter der Leonardo-Werkstatt in Mailand dokumentiert. Zu der Zeit erhielt er, zusammen mit Giovanni Antonio Boltraffio, den Auftrag, für die Kapelle von San Leonardo ein Altarbild zu malen. Gegen 1494 war dieser Auftrag noch nicht ausgeführt, so dass ein neuer Vertrag abgeschlossen wurde, in dem die beiden Maler als compagni depinctori bezeichnet werden. Noch im gleichen Jahr wurde das Werk vollendet. Es handelte sich um eine Auferstehung Christi mit den Heiligen Leonhard von Noblac und Lucia, die sich heute in der Berliner Gemäldegalerie befindet. Etwa zur gleichen Zeit entstand auch die berühmte Madonna Litta in der Eremitage in St. Petersburg, die heute von vielen Kunsthistorikern ebenfalls als eine Gemeinschaftsarbeit der beiden Künstler angesehen wird. Kurze Zeit darauf gründete Marco d’Oggiono eine eigene, erfolgreiche Werkstatt. Gegen 1497 / 1498 erhielt er von der Bruderschaft der Scuola di Sant'Ambrogio in Venedig den Auftrag, mehrere Bilder für die Kapelle der Frari-Kirche zu malen. Um 1501 / 1502 ist er in Savona dokumentiert. Kurze Zeit darauf wird er wieder in Mailand erwähnt.
Neben eigenen Werken war Marco d’Oggiono vor allem als Kopist von Werken des Leonardo da Vinci gefragt, von denen sich zahlreiche Beispiele erhalten haben. Am bekanntesten sind dabei seine Kopien nach Leonardos Abendmahl. Daneben haben sich zahlreiche eigenständige Werke erhalten, die heute in vielen Museen zu finden sind. Im Gegensatz zu den Gemälden werden ihm nur wenige Zeichnungen zugeschrieben.
Das monumentale Denkmal des Leonardo da Vinci auf der Piazza della Scala in Mailand zeigt Marco d’Oggiono, gemeinsam mit drei weiteren Künstlern aus der Werkstatt des Leonardo (Giovanni Boltraffio, Cesare da Sesto und Andrea Salaino).

## Ausgewählte Werke

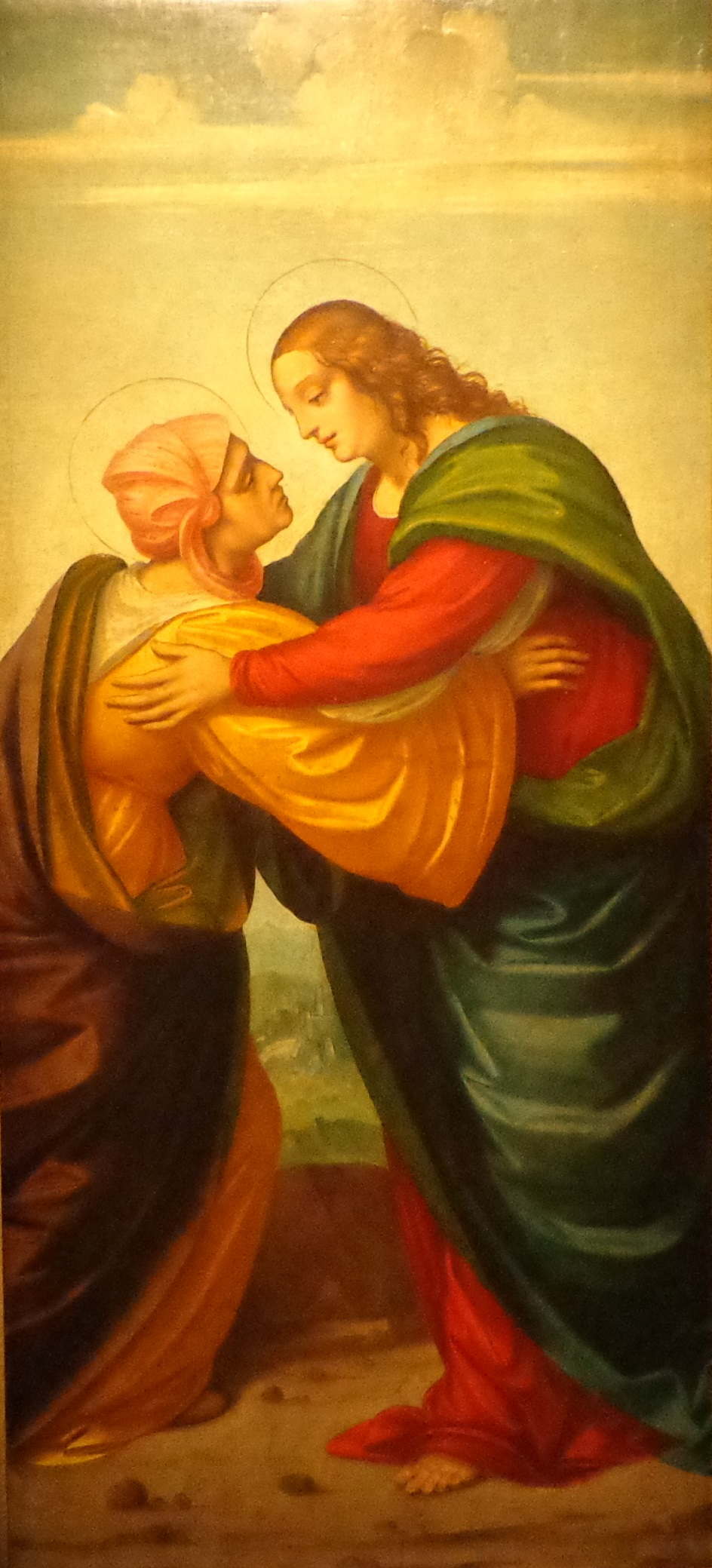
Die Heimsuchung Mariæ (Straßburg)

### Gemälde
- Berlin, Gemäldegalerie
  - Die Auferstehung Christi mit den Heiligen Leonhard von Noblac und Lucia, um 1491–1494 (mit Giovanni Antonio Boltreaffio)
  - Der heilige Johannes der Täufer mit dem Stifter Giovanni Battista Bagarotti, um 1519.
  - Der heilige Sebastian.
- Chantilly, Musée Conde
  - Die heilige Barbara.
- Florenz, Palazzo Vecchio
  - Die Ekstase der heiligen Maria Magdalena. (mit Werkstattbeteiligung)
- Greenville, Bob Jones University Art Gallery
  - Maria mit dem Kinde und dem Johannesknaben (Madonna am See).
- Hampton Court, Royal Collection
  - Die heiligen Kinder.
- London, Courtauld Institute Galleries
  - Segnender Christus (Salvator mundi).
- London, National Gallery
  - Maria mit dem Kinde, um 1500–1525
- Mailand, Museo Poldi Pezzoli
  - Der heilige Sebastian.
- Mailand, Pinacoteca Ambrosiana
  - Maria mit dem Kinde und den beiden Heiligen Johannes.
- Mailand, Pinacoteca del Castello Sforzesco
  - Die Felsgrottenmadonna.
- Mailand, Pinacoteca di Brera
  - Der heilige Paulus, um 1519.
  - Die Himmelfahrt der heiligen Maria Magdalena.
  - Die drei Erzengel.
  - Maria mit dem Kinde.
  - Die Hochzeit zu Kana. (als Leihgabe in Mailand, Pinacoteca del Castello Sforzesco)
  - Die Himmelfahrt Mari.
  - Die Ekstase der heiligen Maria Magdalena.
- Mailand, Quadreria Arcivescovile
  - Maria mit dem Kinde und den Heiligen Bernard von Siena, Franziskus und Hieronymus.
- Mailand, Santa Maria delle Grazie
  - Der heilige Johannes der Täufer mit einem Stifter.
- Mailand, Sant’Eufemia
  - Maria mit dem Kinde und den Heiligen Johannes der Täufer, Euphemia, Senatore, Katharina und drei musizierenden Engeln.
- Mezzana, Superiore di Somma Lombardo
  - Die Himmelfahrt Marise mit den Heiligen Johannes der Täufer und Stephan.
- Paris, Louvre
  - Maria mit dem Kinde.
  - Die Geburt Christi mit den Heiligen Elisabeth, Zacharias und dem Johannesknaben.
  - Crespi-Polyptychon. (als Leihgabe in Blois, Musée des Beaux-Arts)
  - Das Abendmahl. (als Leihgabe in Ecouen, Musée de la Renaissance)
- Rom, Galleria Borghese
  - Segnender jugendlicher Christus, um 1495–1500
- St. Petersburg, Eremitage
  - Das Abendmahl.
- Sarasota, John and Mable Ringling Museum
  - Maria mit dem Kinde.
- Straßburg, Musée des Beaux-Arts
  - Die Heimsuchung Mariæ.

### Umstrittene Werke
- New York, Metropolitan Museum
  - Das Mädchen mit den Kirschen. (wird bisweilen auch Giovanni Antonio Boltraffio oder Ambrogio de Predis zugeordnet)
- Madrid, Museo Lazaro Galdiano
  - Der junge Christus. (wird bisweilen auch Giovanni Antonio Boltraffio oder Ambrogio de Predis zugeordnet)
- Cleveland, Cleveland Museum of Art
  - Jüngling mit Pfeil. (wird bisweilen auch Giovanni Antonio Boltraffio oder Ambrogio de Predis zugeordnet)

### Zeichnungen
- Berlin, Kupferstichkabinett
  - Draperiestudie.
- Florenz, Galleria degli Uffizi
  - Studie eines Frauemgesichts.
- Mailand, Biblioteca Ambrosiana
  - Studie für einen Adam.
- New York, Pierpont Morgan Library
  - Studienblatt mit verschiedenen Figuren.
- Venedig, Gallerie dell’Accademia
  - Die Heilige Familie mit dem Johannesknaben und einem Engel.